# Michael White (snookerzysta)
Michael White (ur. 5 lipca 1991 w Neath, Walia) – walijski snookerzysta. Plasuje się na 49. miejscu pod względem zdobytych setek w profesjonalnych turniejach, ma ich łącznie 180.
Wpisany do „Księgi rekordów Guinnessa” jako najmłodszy snookerzysta, który wbił breaka stupunktowego: 105 punktów w marcu 2001. Miał wtedy 9 lat.
W 2006 roku pobił kolejny rekord. Po zwycięstwie w amatorskim turnieju IBSF World Grand Prix w wieku 14 lat stał się najmłodszym zwycięzcą tegoż turnieju.
W 2007 roku zwyciężył w turnieju EBSA European Under-19 Championship, pokonując w finale Vincenta Muldoona. Ta wygrana otworzyła mu drogę do rozpoczęcia zawodowej kariery.

## Kariera zawodowa
Michael White w gronie profesjonalistów grywa od 2007 roku.

### Sezon 2007/2008
Jego pierwszy mecz w gronie profesjonalistów miał miejsce podczas kwalifikacji do Masters 2008 w dniu 7 września 2007. Przy snookerowym stole spotkał się wtedy Anglikiem Tomem Fordem. Mecz ten zakończył się niespodziewanym zwycięstwem debiutanta 4-0. W kolejnym spotkaniu kwalifikacyjnym przegrał jednak z innym Anglikiem Barry Hawkinsem 2-5.
Sezon 2007/2008 nie był dla White’a udany. Mimo dobrego początku, podczas siedmiu turniejów rankingowych w kwalifikacjach których brał udział wygrał zaledwie cztery pojedynki (z 15 rozegranych spotkań). Kwalifikacje do Grand Prix 2007, które rozgrywane były w tym sezonie w grupach, zakończył na ostatnim - ósmym miejscu; wygrał wtedy tylko jedno spotkanie: z Tonym Drago 4-2.
Największym jego sukcesem tego sezonu było dojście do drugiej rundy kwalifikacyjnej Mistrzostw świata 2008. W pierwszej rundzie pokonał Shailesha Jogia 10-4, w drugiej jednak uległ Barry’emu Pinchesowi 4-10.

### Sezon 2008/2009
Z powodu słabych występów w poprzednim sezonie, nie udało mu się utrzymać w światowym rankingu snookerowym na sezon 2008/2009.

### Sezon 2009/2010
Do Main Touru powrócił w sezonie 2009/2010 dzięki pierwszemu miejscu w walijskim rankingu snookerowym.
W kwalifikacjach do Shanghai Masters 2009 pokonał m.in.: Mistrza świata z roku 1991, Johna Parrotta 5-0. Jednak już w następnym meczu uległ 3-5 Markowi Davisowi.
Najlepszy występ w tym sezonie to udział Michaela White’a w kwalifikacjach do UK Championship 2009, w których dotarł do ostatniej, czwartej rundy. Pokonał kolejno: Daniela Wellsa 9-8, Jin Longa 9-6 oraz Jamie Burnetta 9-8. W czwartej rundzie przegrał jednak z późniejszym ćwierćfinalistą turnieju, Liangiem Wenbo 4-9.
Ostatecznie w całym sezonie White rozegrał 13 pojedynków - 7 z nich wygrał.

### Sezon 2010/2011
W sezonie tym zawodnik został sklasyfikowany na 70 miejscu w światowym rankingu snookerowym.

## Statystyka zwycięstw

### Zawodowe
- Indian Open, 2015

### Amatorskie
- IBSF World Grand Prix, 2006
- EBSA European Under-19 Championship, 2007